# Nieuwegein
Nieuwegein  è una municipalità dei Paesi Bassi di 61 923 abitanti situata nella provincia di Utrecht.
La municipalità è stata istituita il 1º gennaio 1971 dall'unione delle ex-municipalità di Jutphaas e Vreeswijk. Anche i centri urbani si sono fusi diventando Jutphaas la parte settentrionale e Vreeswijk la parte meridionale dell'attuale centro abitato di Nieuwegein.